# ヴィサーカー
ヴィサーカー（サンスクリット語|Skt：Visākhā-Migāra-mātā、ヴィサーカー・ミガーラ・マーター、音写：毘舎佉・獼（彌）佉羅など、意訳：毘舎佉鹿母など）は、釈迦仏の優婆夷（うばい、在家女性信徒）の1人。鹿子母（ろくしも）とも呼ばれる。鹿子母講堂を仏教僧団に寄進して建立した。
彼女の伝記は、文献や経典に散見される。
- 倶舎光記8では、「毘舎佉」とは、星の名前で、彼女が生まれた日にこの（2月の）星に当ったのを以ってその名があるという。
- テーラガータ（長老尼の偈）417によると、Migajāla（ミガジャーラ）比丘の母という。
- 南伝マノラタプラーニ620によると、Dhanañjaya（ダナンジャヤ）長者の娘にして、父により500の車を整えて他行し得るは Cundii と　Samanā と彼女のみと伝える。
- 南伝ダンマパダによると、アンガ国の Bhaddiya（バッデイヤ）市の Mendaka（メンダカ）長者の子なる Dhanañjaya 長者の子であると伝える。祖母は Candapadumā（カンダパドゥマー）といい、母を Sumanā-Devī（スマナー・デーヴィー）という。彼女が7歳の時、釈迦仏がこの市に来たり給うた。500人の侍女に擁せられ500の車に乗り詣でて、仏の教えを聞き預流果を得たという。また父に従って Sāketa（サーケータ）に移り住んだ。五美（毛・唇・歯・色・青春）を具えていたという。舎衛城（シュラバスティー）の Migāra（ミガーラ）の子、福増（Punnavaddhana、プンナヴァッダナ）に嫁いだ。その晴着は9億銭の価値があったという。工賃のみで10万銭の価値があったという。嫁がんとして実家を去るに望んで、父親は十誡を与えた。また8人の居士を従わせ、その過ちがある時に改めさせるように命じた。彼女は過去世において迦葉仏（過去七仏の一仏）が出世した時、Kiki王の第7女という（なお、王の子女は一女から順にケーマー、ウッパラヴァンナー、パターチャーラー、バッター・クンダラケーサー、キサーゴータミー、タンマデインナー、ヴィサーカーである）。結婚した時、舅である Migāra が500の裸形外道（ジャイナ教徒）を請い、彼女を拝せしめようとしたが、彼女はこれを斥け、後にその舅を仏門に導いたという。このことから Migāra-mātā（ミガーラ・マーター、マーターは母親の意）と呼ばれるようになったという。また仏の許しで8つの許可を得て10男10女を産んだ。孫は400人もいたという。五象の力あり、100歳まで生きて、しかも常に若さを持ちながらも16歳のようだったという。
- 五分律11では、毘舎佉の婿を鹿子という。鹿子は彼女を母のように敬ったという。そのことから人々は毘舎佉鹿子母と名づけたという。

## 講堂の寄進
ある日、彼女は九倶胝（倶胝は一説に億とするので、9億か？）の価値のある晴衣をつけて祇園精舎に至った。仏前に至る前に晴衣を脱いで下婢に持たしたが、還る時に下婢がこれを忘れた。阿難がこれを階段の一隅に掛けておいた。後にヴィサーカーがこれを知ったが、上座の手に触れたるものを取る能わずとして、その価値に相当するものを奉献せんと願い、仏の御言に依って精舎建立を決意し、目連を監督として九倶胝を費やし9ヶ月で完成した。上下2階に各々500の室があり、また講堂があり、そのために鹿子母講堂と呼ばれるようになった。建築および安居を願う事などにより、総額二十七倶胝（27億？）を費やしたという。ヴィサーカーはこれが成就すると、歓喜の偈を謳い講堂を巡ったという。